# Curanilahue
Curanilahue – miasto w Chile, położone w zachodniej części Biobío.

## Demografia
Źródło.